# انقلاب 1969 في ليبيا
انقلاب 1969 في ليبيا وتعرف أيضا بثورة الفاتح أو ثورة 1 سبتمبر، هو انقلاب عسكري قامت به حركة الضباط الأحرار بقيادة العقيد معمر القذافي، والتي أطاحت بالنظام الملكي السنوسي للملك إدريس الأول وأسفرت عن تشكيل للجمهورية العربية الليبية.
كانت حكومة محمد إدريس لا تحظى بشعبية متزايدة في أواخر الستينيات بسبب سوء الإدارة الداخلية، وأدى صعود المشاعر القومية العربية إلى إضعاف نظامه. في 1 سبتمبر 1969، بينما كان إدريس في تركيا، قادت مجموعة من ضباط الجيش الليبي يتزعمهم القذافي بانقلاب من بنغازي وسرعان ما فرضوا سيطرتهم على البلاد. كان الانقلاب غير دموي وحظي بدعم حماسي من الجمهور. تخلى ولي العهد حسن السنوسي عن مطالبته بالعرش، وأعلن مجلس قيادة الثورة ليبيا جمهورية حرة ذات سيادة. أصبح القذافي بصفته رئيس مجلس قيادة الثورة الرئيس الفعلي للدولة.

## خلفية الأحداث
إن اكتشاف احتياطيات نفطية كبيرة في عام 1959 وما تلا ذلك من دخل من مبيعات النفط مكن المملكة الليبية من التحول من واحدة من أفقر دول العالم إلى دولة غنية. على الرغم من أن النفط أدى إلى تحسن كبير في الموارد المالية للحكومة الليبية، إلا أن الاستياء بدأ يتراكم بسبب تركز ثروات البلاد بشكل متزايد في يد الملك محمد إدريس. كما بذلت المملكة القليل من الجهد في محاولة توحيد البلاد وأساءت إدارة شؤون ليبيا الداخلية. تصاعد هذا السخط مع صعود الناصرية والبعثية والقومية العربية/الاشتراكية في جميع أنحاء العالم العربي.
بحلول عام 1969، توقعت وكالة المخابرات المركزية الأمريكية قيام أفراد من القوات المسلحة الليبية بشن انقلاب. على الرغم من أنهم زعموا أنهم كانوا على علم بحركة الضباط الأحرار التابعة للقذافي، إلا أنهم تجاهلوها منذ ذلك الحين، قائلين إنهم كانوا بدلاً من ذلك يراقبون مجموعة عبد العزيز الشلحي الثورية ذات الأحذية السوداء. كان عبد العزيز الشلحي الذي شغل فعليًا منصب رئيس أركان إدريس وشقيقه عمر هما أبناء إبراهيم الشلحي (كبير مستشاري الملك محمد إدريس)، والذي قُتل على يد ابن شقيق الملكة فاطمة في خريف عام 1954. بعد اغتيال والدهم، أصبح الأخوان الشلحي (بما في ذلك شقيقهم الآخر البوصيري الذي قُتل في حادث سيارة عام 1964) هم المفضلين لدى الملك محمد إدريس. كانت عائلة الشلحي التي تتمتع بنفوذ كبير في برقة تعتبر "فاسدة تمامًا" وتسبب اعتماد إدريس عليهم في استياء الشعب الليبي.
اعتبر البريطانيون الذين كان لهم وجود عسكري كبير في ليبيا وعلاقات وثيقة مع القيادة العليا للجيش الليبي أن الانقلاب لا مفر منه. كتب وزير الدفاع البريطاني دينيس هيلي في وقت لاحق في مذكراته عام 1991 أنه "كان من الواضح أن النظام الملكي من المرجح أن يسقط في أي لحظة بسبب انقلاب عسكري، وأن عائلة الشلحي ستكون الأكثر احتمالاً للإطاحة بالنظام الملكي". من المفترض أن البريطانيين فضلوا استيلاء عائلة الشلحي على السلطة لأنهم كانوا يخشون أن يقع ولي العهد حسن السنوسي تحت النفوذ الناصري وأن تصبح ليبيا دولة عميلة لمصر وبالتالي للاتحاد السوفيتي. اعتبر بريطانيا أن الأخوان الشلحي أكثر احتمالًا لمواصلة سياسة الملك محمد إدريس الموالية للغرب.

## الإنقلاب
بحلول أبريل 1969، عزز الأخوان الشلحي سلطتهم بشكل أكبر. أصبح عبد العزيز الشلحي رئيسًا لأركان الجيش الليبي، وأصبح عمر الشلحي المستشار الملكي. كما تزوج عمر من ابنة رئيس الوزراء السابق في "حفل بذخ" مما زاد من مرارة الشعب الليبي. في منتصف عام 1969، سافر إدريس إلى الخارج إلى تركيا واليونان وسط شائعات واسعة النطاق عن انقلاب قام به الأخوان الشلحي في 5 سبتمبر. في أغسطس 1969، عرض إدريس التنازل عن العرش بعد أن علم بانتشار منشورات مناهضة له. اعترف ضباط القذافي الأحرار بأن يوم 1 سبتمبر هو فرصتهم للإطاحة بالنظام الملكي قبل أن يتمكن الأخوان الشلحي من التحرك، وبدأوا عملية أطلقوا عليها "عملية القدس".
في 1 سبتمبر 1969، تمكنت مجموعة مكونة من حوالي 70 من ضباط الجيش الشباب المعروفين باسم حركة الضباط الوحدويين الأحرار والرجال المجندين المعينين في الغالب في فيلق الإشارة، من السيطرة على الحكومة وألغت النظام الملكي الليبي. انطلق الانقلاب من بنغازي وانتهى في غضون ساعتين. وسرعان ما احتشدت وحدات الجيش لدعم الانقلاب، وفي غضون أيام قليلة، فرضت السيطرة العسكرية على طرابلس وأماكن أخرى في جميع أنحاء البلاد.
احتل الضباط الأحرار المطارات ومستودعات الشرطة ومحطات الإذاعة والمكاتب الحكومية في طرابلس وبنغازي. استولى القذافي على ثكنة برقة في بنغازي، واستولى عمر المحيشي على ثكنة طرابلس، واستولى جلود على بطاريات المدينة المضادة للطائرات. استولى الخويلدي الحميدي على محطة إذاعة طرابلس وأرسل قوات لاعتقال ولي العهد حسن السنوسي وإجباره على التخلي عن مطالبته بالعرش. وبحسب ما ورد قال عبد العزيز الشلحي عند إلقاء القبض عليه: "لا أيها الحمقى، الانقلاب ليس الليلة!"
كان الاستقبال الشعبي للانقلاب وخاصة من قبل الشباب في المناطق الحضرية حماسيا. ثبت أن المخاوف من المقاومة في برقة وفزان لا أساس لها من الصحة. ولم يتم الإبلاغ عن أي وفيات أو حوادث عنف مرتبطة بالانقلاب.
كانت حركة الضباط الأحرار التي أعلنت مسؤوليتها عن تنفيذ الانقلاب تترأسها مديرية مكونة من اثني عشر عضوًا أطلقت على نفسها اسم مجلس قيادة الثورة. وشكلت هذه الهيئة الحكومة الليبية بعد الانقلاب. في إعلانه الأول في 1 سبتمبر، أعلن مجلس قيادة الثورة إنشاء دولة حرة ذات سيادة تُعرف باسم الجمهورية العربية الليبية، والتي ستمضي "في طريق الحرية والوحدة والعدالة الاجتماعية، مع ضمان الحقوق المتساوية لمواطنيها وتوفير فرص العمل الكريم". وقد وصف حكم الأتراك والإيطاليين والحكومة "الرجعية" التي تم الإطاحة بها بأنها تنتمي إلى "عصور الظلام"، ودعي الشعب الليبي للمضي قدما "كإخوة أحرار" إلى عصر جديد من الرخاء والمساواة والشرف.
نصحت لجنة قيادة الثورة الممثلين الدبلوماسيين في ليبيا بأن التغييرات الثورية لم تكن موجهة من خارج البلاد، وأن المعاهدات والاتفاقات القائمة ستظل سارية، وأنه سيتم حماية أرواح وممتلكات الأجانب. وسرعان ما جاء الاعتراف الدبلوماسي بالحكومة الجديدة من بلدان في جميع أنحاء العالم. اعترفت الولايات المتحدة بها رسميًا في 6 سبتمبر.

## ما بعد الثورة
قام القذافي بإلغاء الدستور الليبي وليعلن إعلاناً دستورياً «ألغاه لاحقاً» لتظل البلاد بلا دستور ينظمها طوال فترة حكمه كما قام بشلّ الحياة السياسية التي كانت قائمة بما فيها الأحزاب والمنظمات والجمعيات والصحافة الحرة، أنشئ فكر خاص به سماه النظرية العالمية الثالثة وهو مبني على فكرة سلطة الشعب وأن الشعب صاحب السلطة - هي طريقة لخلق جدل داخل المجتمعات الصغيرة الليبية حتى لا تنظر إلى السياسية الخارجية- كما حاول القذافي العمل على الوحدة العربية وباءت كل محاولاته الاندماجية بالفشل في دمج ليبيا مع مصر وتونس، واستحدث تأريخا خاصا بدولته يخالف ما تعارف عليه المسلمون منذ عهد الخليفة عمر بن الخطاب، حيث رأى القذافي أن يؤرخ بدأً من وفاة النبي، وليس من الهجرة النبوية.

## العلاقات الخارجية
وعلى الصعيد الدولي تَدخّل القذافي في الشؤون الداخلية لعدة دول فساند «ثورة المسلمين» في تشاد ضد حكم الأقلية المسيحية التي أقامها الفرنسيون بزعامة فرنسوا تومبالباي، وساند المسلمين في جنوب الفليبين مساندة قوية، وكانت طرابلس مقرا للمفاوضات التي دارت بين الحكومة الفليبينية والمسلمين عام 1976 م والتي انتهت بإعطاء ولايات الجنوب حكما ذاتيا، وساند الديكتاتور عيدي أمين في أوغندا، وأيّد باكستان في نزاعها ضد الهند سنة 1971، كما كان رافضاً لاستقلال بنغلاديش.
وثّق القذافي علاقاته بالاتحاد السوفيتي في عام 1974 م بعد زيارة عبد السلام جلود الرجل الثاني في النظام الليبي لموسكو وتوقيعه اتفاقيات صداقة وتسليح، وفي 2 مارس عام 1977 م «استقال» القذافي من كل مناصبه الرسمية وتفرّغ «لقيادة الثورة في ليبيا».